# Bernard Lord
Pour les articles homonymes, voir Lord.
Bernard Lord, né le 27 septembre 1965 à Roberval au Québec, est un avocat, homme d'affaires et homme politique canadien d'origine acadienne. Il est premier ministre de la province canadienne du Nouveau-Brunswick de 1999 à 2006, date à laquelle il est défait par le Parti libéral de Shawn Graham lors des élections provinciales.

## Biographie

### Jeunesse et formation
Lord est élevé dans une famille bilingue à Moncton, au Nouveau-Brunswick. À sa sortie de l'école secondaire, il obtient un baccalauréat en sciences sociales avec une majeure en économie, ainsi qu'un baccalauréat en droit de l'Université de Moncton.

### Débuts en politique
Vivement intéressé par la politique, il fait d'abord campagne pour le Nouveau Parti démocratique du Nouveau-Brunswick lorsqu'il est étudiant mais devait plus tard se joint au Parti progressiste-conservateur du Nouveau-Brunswick. En 1995, il tente de se faire élire à l'Assemblée législative du Nouveau-Brunswick, mais il est défait par une marge de six voix contre une dans la circonscription de Dieppe-Memramcook (en).

### Chef du parti
Malgré cette première défaite, il réussit à se faire élire chef du Parti progressiste-conservateur du Nouveau-Brunswick en 1997 et est élu député à l'Assemblée législative dans le district de Moncton-Est au cours d'une élection partielle en 1998. Sa victoire dans la course à la direction du parti est due au fait qu'il est le seul candidat bilingue, ainsi qu'une concentration d'appuis dans la région de Moncton, une des quatre villes dans lesquelles les membres peuvent voter. Lord réussit à défaire le candidat favori pressenti Norm Betts, ainsi que Margaret-Ann Blaney (les deux siégeront plus tard au sein du cabinet de Lord) et Cleveland Allaby, un avocat de Fredericton.

### Premier ministre
Le 7 juin 1999, les progressistes-conservateurs de Bernard Lord rattrapent un recul significatif dans les sondages et décrochent une victoire écrasante aux élections générales provinciales, remportant 44 des 55 sièges à l'Assemblée législative. À l'âge de 33 ans, Lord devint le plus jeune premier ministre provincial dans l'histoire du Canada.
Bernard Lord est élu grâce à sa plateforme électorale de « 200 jours de changement », qui consistent en 20 promesses à accomplir dans les 200 premiers jours de son mandat ; il s'inspire des tactiques gagnantes de l'élection du républicain américain Newt Gingrich en 1994. Il réussit à accomplir chacune de ses 20 promesses, sauf celle d'éliminer les péages de la nouvelle autoroute entre Fredericton et Moncton.
En 2002, le gouvernement de Bernard Lord fait adopter une nouvelle loi sur les langues officielles, afin de mettre à jour la loi originale et la moderniser pour prendre en compte toutes les obligations constitutionnelles du Nouveau-Brunswick en matière de bilinguisme institutionnel.
La même année, Lord livre un discours que les médias qualifient d'électrisant au congrès national du Parti progressiste-conservateur du Canada à Edmonton, en Alberta. Ce discours lance toute sorte de rumeurs et spéculations que Lord planifiait de se lancer en politique fédérale pour remplacer Joe Clark à la tête du Parti PC. Un mouvement très fort de conservateurs influents fait irruption après Edmonton pour pousser Lord à entrer en politique fédérale ; un site internet et une organisation sont mises en place pour convaincre le jeune premier ministre néo-brunswickois de quitter Fredericton pour Ottawa. Mais, peu après, Lord met fin aux espoirs que ceci pourrait arriver dans un avenir proche, optant plutôt pour se concentrer sur la politique provinciale avec l'élection de 2003.
L'élection est dure pour Lord ; il néglige de mentionner la question des taux d'assurance automobile montants jusque tard dans la campagne ; il conserve de justesse une majorité parlementaire d'un seul siège face au Parti libéral dirigé par Shawn Graham.
Lord est courtisé de nouveau pour la politique fédérale en 2003 quand le Parti progressiste-conservateur du Canada et l'Alliance canadienne fusionnent pour former le nouveau Parti conservateur du Canada. Finalement, Lord décide de rester au Nouveau-Brunswick pour sa jeune famille, et aussi parce que son départ ferait basculer son parti en situation de gouvernement minoritaire.
En 2004, le gouvernement de Lord est l'objet de mécontentement dû à plusieurs politiques impopulaires, notamment en matière de soins de santé. Ceci comprend la fermeture de lits dans des hôpitaux de Miramichi et Dalhousie et la consolidation de quatre hôpitaux dans la Upper St. John River Valley en un seul. Les libéraux de l'opposition, sous la direction de Shawn Graham, sont alors en tête dans les sondages depuis l'été de 2004 ; par contre, Bernard Lord demeure toujours le chef politique le plus populaire au Nouveau-Brunswick.
En 2005, la popularité de Lord continue de baisser, bien qu'il y ait des appels renouvelés pour qu'il se lance en politique fédérale.
Le 10 août 2006, Bernard Lord annonce qu'il déclenche des élections générales anticipées et que la date du scrutin est fixée au 18 septembre suivant. Cette élection survient à la suite de la perte d'un membre du caucus, Peter Mescheau, qui avait annoncé sa démission pour aller travailler dans le secteur privé. La démission met le Parti progressiste-conservateur en situation de gouvernement minoritaire et une élection subséquente partielle aurait pu donner la balance du pouvoir aux libéraux. Lors des élections, les libéraux de Shawn Graham défont les progressistes-conservateurs de Bernard Lord qui réussissent tout de même à récolter plus de votes au suffrage universel.

### Dans l'opposition
Après cette défaite, Lord laisse entendre, dans une entrevue avec L'Acadie nouvelle, qu'il pourrait faire le saut sur la scène politique fédérale. Le 13 décembre 2006, Bernard Lord annonce son intention de démissionner en tant que chef du Parti progressiste-conservateur et député de Moncton-Est, au plus tard le 31 janvier 2007. Il entend faire le saut dans le secteur privé. En octobre 2015, il affirme ne pas être candidat à la chefferie du Parti conservateur du Canada, contrairement à ce que plusieurs analystes ont affirmé.

### Carrière dans le secteur privé
Le 20 février 2007, Bernard Lord se joint au cabinet d'avocats McCarthy Tétrault situé à Montréal. Le 27 octobre 2008, il se joint à l’Association canadienne des télécommunications sans fil à titre de président et chef de la direction. Puis, en 2016, il devient président-directeur général de Médavie (qui comprend Médavie Croix Bleue et SMU Médavie), une importante entreprise œuvrant en assurance-santé et services médicaux d'urgence au Canada et aux États-Unis et dont le siège est à Moncton.

## La famille Lord
Bien que plusieurs personnes croient que le nom Lord est d'origine anglaise, les premiers registres de Port-Royal en Nouvelle-Écosse, démontrent qu'il y avait bien une famille Lord avec notamment celles des Robichaud, Cormier, Landry, Leblanc et Roy.
Son nom de famille a été la source de nombreuses blagues. En effet, en anglais Lord veut dire « Seigneur », ce qui a mené certains à y voir une connexion non intentionnelle avec Dieu. Lors d'une élection, une bannière dans un bureau de scrutin portant le slogan Trust in the Lord (« Faites confiance au Seigneur ») a dû être cachée par du ruban adhésif noir afin de ne pas influencer le vote.
Bernard Lord est le frère du pianiste de concert à réputation internationale Roger Lord.